# Кина на Светском првенству у атлетици у дворани 2014.
Кина је учествовала на Светском првенству у атлетици у дворани 2014. одржаном у Сопоту од 7. до 9. марта петнаести пут, односно на свим првенствима до данас. Кина је пријавила 14 (10 мушкарца и 4 жене) такмичара али у стартној листи бацања кугле нема Сјангжунг Љу тако да је репрезентацију Кине представљало 13 такмичара (10 мушкарца и 3 жене), који су се такмичили у седам дисциплине (6 мушких и 3 женске).,
На овом првенству Кина је по броју освојених медаља делила 20. место са две освојене медаље (сребрна и бронзана). Поред медаља такмичари Кине су остварили један национални рекорд, један лични и 11 личних рекорда сезоне. У табели успешности према броју и пласману такмичара који су учествовали у финалним такмичењима (првих 8 такмичара) Кина је са 7 учесника у финалу заузела 9. место са 30 бодова.
| Плас. | Земља | 1. место | 2. место | 3. место | 4. место | 5. место | 6. место | 7. место | 8. место | Бр. финал. | Бод. |
| ----- | ----- | -------- | -------- | -------- | -------- | -------- | -------- | -------- | -------- | ---------- | ---- |
| 9.    | Кина  | 0        | 1        | 1        | 1        | 2        | 0        | 2        | 0        | 7          | 30   |

## Учесници
| Мушкарци: - Бингтјен Су — 60 м - Џанг Пјеменг — 60 м - Сје Венђуен — 60 м препоне - Ји Ванг — Скок увис - Јанг Јаншенг — Скок увис - Сјуе Чангруеј — Скок мотком - Andretti Bain — Скок мотком - Ли Ђинџе — Скок удаљ - Дунг Бин — Троскок - Цао Шуо — Троскок | Жене: - Јунгли Веј — 60 м - Ли Јенмеи — Троскок - Гунг Лиђао — Бацање кугле |  |

## Освајачи медаља (2)

### Сребро (1)
- Ли Ђинџе — Скок удаљ

### Бронза (1)
- Гунг Лиђао — Бацање кугле

## Резултати

### Мушкарци
| Атлетичар     | Дисциплина   | Лични рекорд | Квалификације  | Квалификације  | Полуфинале           | Полуфинале           | Финале                | Финале       | Детаљи |
| Атлетичар     | Дисциплина   | Лични рекорд | Резултат       | Место          | Резултат             | Место                | Резултат              | Место        | Детаљи |
| ------------- | ------------ | ------------ | -------------- | -------------- | -------------------- | -------------------- | --------------------- | ------------ | ------ |
| Бингтјен Су   | 60 м         | 6,55 НР      | 6,58 КВ        | 1. у гр. 2     | 6,57 кв, ЛРС         | 3. у гр. 2           | 6,52 НР               | 4 / 43 (44)  |        |
| Џанг Пјеменг  | 60 м         | 6,58         | 6,65 КВ, ЛРС   | 3. у гр. 3     | 6,70                 | 3. у гр. 3           | Нису се квалификовали | 22 / 43 (44) |        |
| Сје Венђуен   | 60 м препоне | 7,60         | 7,74 КВ        | 3. у гр. 1     | 7,71                 | 8. у гр. 1           | Нису се квалификовали | 15 / 29 (31) |        |
| Ји Ванг       | Скок увис    | 2,30         | 2,25 ЛРС       | 15             |                      |                      | Нису се квалификовали | 15 / 17      |        |
| Џанг Гуовеј   | Скок увис    | 2,32 НР      | 2,28 кв, ЛРС   | 10             | 2,29 ЛРС             | 7 / 17               |                       |              |        |
| Сјуе Чангруеј | Скок мотком  | 5,76         |                |                |                      |                      | 5,75                  | 5 / 12       |        |
| Јанг Јаншенг  | Скок мотком  | 5,80 НР      | 5,55           | 9 / 12         |                      |                      |                       |              |        |
| Ли Ђинџе      | Скок удаљ    |              | 8,08 КВ        | 4.             |                      |                      | 8,23 ЛР               |              |        |
| Дунг Бин      | Троскок      | 17,16 НР     | Није стартовао | Није стартовао | Није се квалификовао | Није се квалификовао |                       |              |        |
| Цао Шуо       | Троскок      | 17,01        | 16,47 кв, ЛРС  | 6.             | 16,55 ЛРС            | 7 / 12               |                       |              |        |

### Жене
| Атлетичарка | Дисциплина   | Лични рекорд | Квалификације | Квалификације | Полуфинале | Полуфинале | Финале                | Финале  | Детаљи |
| Атлетичарка | Дисциплина   | Лични рекорд | Резултат      | Место         | Резултат   | Место      | Резултат              | Место   | Детаљи |
| ----------- | ------------ | ------------ | ------------- | ------------- | ---------- | ---------- | --------------------- | ------- | ------ |
| Јунгли Веј  | 60 м         | 7,29         | 7,32 кв, ЛРС  | 4. у гр. 2    | 7,30 ЛРС   | 6. у гр. 2 | Није се квалификовала | 15 / 43 |        |
| Ли Јенмеи   | Троскок      | 14,27        | 13,76 кв      | 8.            |            |            | 14,19 ЛРС             | 5 / 11  |        |
| Гунг Лиђао  | Бацање кугле | 19,93        | 18,60 кв, ЛРС | 6.            | 19,24 ЛРС  |            |                       |         |        |